# Sam Francis
Pour les articles homonymes, voir Francis.
 (octobre 2024).
Samuel Lewis Francis, dit Sam Francis, est un peintre américain, célèbre pour sa peinture non figurative, né le 25 juin 1923 à San Mateo (Californie), mort le 4 novembre 1994 à Santa Monica. Il a développé dans ses peintures une nouvelle esthétique de la couleur, une nouvelle conception de la toile, du geste de l’artiste, s’inscrivant ainsi dans les différents mouvements de son époque initiés et développés par des artistes américains tels Rothko, Pollock, de Kooning, Kline.

## Biographie

### Naissance d'une vocation
À l'origine, Sam Francis ne se destine pas à une carrière artistique, mais commence des études de médecine et de psychologie. En 1943 il s’engage dans l’armée comme aviateur, mais en 1944 son avion s’écrase en plein désert lors d’un entraînement. Blessé, il est hospitalisé deux années durant. C’est lors de son hospitalisation que le déclic pour la peinture se produit : d’abord pour passer le temps, il finit par la pratiquer par plaisir. Il restera d’ailleurs convaincu des vertus thérapeutiques de l’art tout au long de sa vie, il dira notamment : 

« Ma peinture est venue de la maladie. J’ai quitté l’hôpital à travers ma peinture. Je souffrais dans mon corps […] et c’est parce que je fus capable de peindre que je pus me guérir[réf. nécessaire]. »

À sa sortie de l’hôpital, il entame des études d’art à Berkeley puis en 1946 il part pour San Francisco suivre les cours de Clyfford Still, artiste qu’il a découvert lors d’une exposition. Lui et les autres étudiants de Berkeley furent alors fortement impressionnés car « les images de Still étaient organiques, ses couleurs et surfaces n’avaient rien de commun avec ce que nous avions appris à regarder comme étant de la « bonne » peinture moderne […] quelque chose de nouveau, quelque chose que, pour la plupart, nous ne pouvions définir venait d’apparaître »[réf. nécessaire].
Après cette première véritable rencontre avec l’art abstrait il part pour Paris vers 1948-1949. C’est là qu’il va rencontrer bon nombre d’artistes américains, que l’on qualifie aujourd’hui d’action painters, qui vont « compléter » sa démarche. Sur des toiles grand format (auquel il passera très rapidement, par besoin) il leur empruntera et mélangera diverses techniques : dripping, all-over, on le qualifie même de tachiste, nom qui fait référence au hasard de la création : la forme est tache, soumise au hasard, et surgie spontanément.

### Démarche et vision de la toile
Cette nouvelle manière de peindre va aussi modifier sa vision de la toile. De par son accident d’avion, il cherchait déjà à transmettre cette impression d’infini qu’il avait entraperçu dans le désert, dans cet espace sans commencement ni fin. Pour lui, la toile blanche se confond avec le ciel visité naguère et c’est donc tout naturellement qu’il va décider de ne peindre que le fond, lieu de l’infini en peinture. De là découle la suite de sa démarche : si l’infini vient du fond, alors il n’y a nul besoin de peindre des figures puisque seul l’intéresse « l’espace qui s’étend entre les choses ». Or, c’est contraire à la tradition picturale : le fond ne doit servir que d’espace théâtral pour les figures, le rapport figures/fond incarne l’histoire qu’il raconte. En supprimant les figures, Sam Francis supprime le fini pour ne conserver que l’infini, ses œuvres ne sont alors que des morceaux d’infini qui, lui, se poursuit bien au-delà de la toile. Il dépasse ainsi la notion de cadre.

Pour Sam Francis, il s’agit alors de prendre le parti de l’infini, que figures et fond occupent la totalité de l’espace pictural. Or, c’est impossible. Mais pas si l’on considère que les figures puissent se diluer, se confondre de manière très douce avec le fond. Semblables à des taches, tout élément permettant une interprétation ayant été éliminé, seule reste la profondeur : 

« Depth is all. »

## Deep Orange and Black: analyse d'une œuvre
(avril 2008).
Améliorez-le ou discutez des points à vérifier. 
Dans certaines de ses toiles, cette dissolution de la figure va jusqu’à la rendre liquide, ce qui se traduit par des coulures verticales de peinture, sorte de réseau, de toile d’araignée qui relie les formes-taches entre elles mais qui est contraire à l’effet recherché : ne se dissipant pas dans la profondeur elles vont à l’encontre de la dissolution, à l’encontre de la fusion fond-figure. C’est notamment le cas dans Deep Orange and Black. On peut voir très clairement dans cette huile sur toile de 3,71 m × 3,12 m la présence de ce réseau de coulures noires et colorées, semblables à des fils reliant les taches.
Cette couleur violente, vibrante que l’on retrouve dans cette toile découle, elle aussi, d’une recherche approfondie, mais cette fois sur la lumière. Il est en effet préoccupé par les deux états contradictoires de la lumière : le noir, fond d’origine d’où jaillit la lumière, et le blanc, base de la lumière et somme des couleurs. Il s’agit pour lui d’arriver à obtenir un juste équilibre car « un accroissement de la lumière provoque un accroissement de l’obscurité ». La distinction fond/figure passera donc par l’emploi de la couleur, plus ou moins saturée selon les besoins.
Il expérimente alors une nouvelle solution : dévoiler en voilant. L’éclat de la lumière étant trop intense, il faut l’atténuer en appliquant un voile de couleur. Cependant, celle-ci vient peu à peu attaquer ce voile (d’où des sortes de craquelures dans le voile de couleur), il faut alors replacer un autre voile de couleur différente par-dessus le précédent, comme un nouveau pansement, qui à son tour va finir par céder, d’où la nécessité d’en placer encore un autre, et un autre, et ainsi de suite… Finalement, le spectateur ne sait plus très bien qui des couleurs (les figures) ou de la lumière (le fond) a le dessus dans ce « combat ».
C'est le cas dans notre œuvre : le noir semble manger la toile, s’étendre de manière exponentielle, mais n’a pas encore réussi son œuvre d’assombrissement comme le montrent les nombreuses zones de couleur encore visibles. On se pose alors une question : ne serait-ce pas plutôt la couleur qui est en train de décomposer le noir ? Les coulures sont-elles alors la marque de l’étalement progressif du noir ou bien celles de sa décomposition ?
Par cette superposition des voiles, nous découvrons aussi un nouveau facteur dans la création : le facteur temps. L’étagement des voiles ne se fait pas uniquement sur la toile, le support plastique, mais aussi dans le temps. La lumière, chez Sam Francis, génère donc à la fois et le temps, et l’espace, « l’espace c’est la couleur ».
Pour revenir sur la notion d’absence de cadre et la lier avec la couleur, cette toile amène un nouveau questionnement : si l’on pouvait prolonger la toile, qu’obtiendrions nous ? une immensité noire relevée çà et là par des zones colorées, ou bien un rectangle noir perdu au milieu d’une immensité orange, telle une mer de feu ? La peinture ne semble pas en effet figée. On peut noter une impression de mouvement, d’animation donnée par la forme irrégulière des taches et par le fait que nulle part sur la toile la couleur ne soit égale en tons et en teintes : le jaune, l’orange vibrent sur la toile donnant l’impression d’un feu intérieur, de cellules de chaos organisé, molécules de couleur semblables à des molécules de chair vues au microscope.

## Influences
Comme la plupart des peintres des années 1950-60, Sam Francis peut être « rangé » dans divers mouvements : abstraction lyrique, expressionnisme abstrait, tachisme, action painting, colorfield painting, autant d’influences que l’on retrouve chez Sam Francis mais aucune ne peut lui être appliquée seule.
On peut, dans un premier temps, noter une influence notable de Matisse : ses innovations en matière de couleur et de bi-dimensionnalité contribuèrent à l’épuration de la forme et surtout du geste. Au-delà des considérations purement techniques, Sam Francis se sentait très proche de celui-ci car, comme lui, il avait eu à subir un alitement forcé qui le poussa vers la peinture, et car il éprouvait des sensations très semblables à celles de Matisse (ce dernier parlait notamment d’une sensation d’évasion lorsqu’il peignait, de passer du « petit espace » (la toile) à un espace « cosmique » « dans lequel on ne sentait pas les murs »).
Par rapport à la démarche même de Sam Francis, les artistes les plus proches de lui sont Jackson Pollock, Clyfford Still et Mark Rothko.
Pollock parce qu’il fut le premier à expérimenter la technique du dripping, manifestation de l’acte créateur à l’état pur, la toile devenant le témoignage et l’enregistrement du mouvement de l’artiste excluant la réflexion du processus.
Still parce qu’il fut le seul de tous les artistes que Sam Francis découvre à San Francisco à s’attaquer au fond en soi, sans passer par la figure. Il tend ainsi à simplifier ses plans et fournit un gros travail sur la couleur adoptant même le noir, considéré comme « non-couleur ».
Et Rothko car c’est lui qui poussera le plus la démarche de décomposition de la figure en initiant la technique de la dissolution, même s’il conservera le noyau des formes (un rectangle ou une bande orthogonale) alors que Sam Francis poursuivra le processus jusqu’à leur complète dissolution.
On pourrait ajouter encore bien d’autres artistes à ceux cités précédemment, mais ceux-ci constituent les influences principales dont Francis s’est inspiré.